# Boethus catarinae
Boethus catarinae là một loài tò vò trong họ Ichneumonidae.